# Ana Carrascosa
Ana Carrascosa Zaragoza (ur. 6 maja 1980) – hiszpańska judoczka, dwukrotna brązowa medalistka mistrzostw świata w kategorii do 52 kilogramów. Siódma zawodniczka Igrzysk Olimpijskich w Pekinie również w kategorii -52 kg.
Na Mistrzostwach Europy dotychczas zdobyła cztery medale: złoto w Lizbonie (2008), srebrne w Mariborze (2002) i Tbilisi (2009) i brązowy w Stambule (2011).